# リブラ (曲)
「リブラ」は、MUCCの16枚目のシングル。2007年3月21日発売。発売元はユニバーサルミュージック。

## 概要
- 通常盤・初回限定盤の二種リリース。初回限定盤はDVD付き、特殊ケースを仕様。
- PV監督は野田智雄。
- 「MUCC 10th Anniversary The BRILLIANT」の下で行われた4ヶ月連続リリースの第1弾。
- 初回限定DVDにはEntering the brilliant「ツアーサイケデリックアナライシス」「カウントダウンイベント」「リブラレコーディング」など2007年The Brilliantへ向かうまでのドキュメント映像を収録。

## 収録曲
1. リブラ(4:34)
（作詞：逹瑯、作曲：ミヤ、編曲：ミヤ・岡野ハジメ）
  - アルバム収録は『BEST OF MUCC』の方が先に行われたが、こちらは完全なリミックス音源である。また、『志恩』に収録されたものも再録版のため、オリジナルはこのシングルにのみ収録されている。
2. 燈映(3:47)
（作詞：ミヤ、作曲：逹瑯・ミヤ、編曲：ミヤ・岡野ハジメ）

## カバー
リブラ
- 矢野絢子 - 2017年11月22日発売の『TRIBUTE OF MUCC -縁[en]-』に収録。